# Peñón de Gabante
El Peñón de Gabante, también conocido simplemente como El Peñón, (10°23′30″N 67°20′46″O / 10.391667, -67.346111) es una formación de montaña ubicada al norte de La Victoria y al oeste de la Colonia Tovar, Venezuela. A 2145 m s. n. m. el Peñón está entre las cinco las montañas más elevadas del Parque nacional Henri Pittier y del Estado Aragua. El Peñón de Gabante es el comienzo del límite norte del municipio Ribas con el sur del Vargas.

## Ubicación
El Peñón de Gabante es parte del límite noroeste de la parroquia La Victoria del Municipio Ribas (Aragua). Colinda hacia el sur con el Topo La Laguna que es la principal fila por donde sube la carretera a la Colonia Tovar desde La Victoria. Hacia el este colinda con el topo Buena Vista, Capachal y Atravesado y hacia el oeste con el Pico Cogollal. Hacia el norte se continúa con el parque nacional Henri Pittier hasta la población de Puerto Cruz a orillas del Mar Caribe.

## Topografía
Las características topográficas del Peñón de Gabante son clásicas de las filas y montañas del Parque Henri Pittier con una elevación larga y estrecha y los lados empinados. La vegetación se caracteriza por la mezcla de bosques caducos montañosos y selva nublada, selva nublada de transición y bosque de galería que acaban en el ecotono tropófilo, cardonal, y bosques semidesiduos que sustituyen los antiguos bosques secos destruidos por el hombre, principalmente por la quema de los cerros. 
El Peñón de Gabante, está en muy cercana proximidad al contacto humano por su gran adyacencia a la vía hacia la Colonia Tovar por La Victoria. Ello hace que se clasifique esta región como de extrema susceptibilidad, donde la frecuencia de incendio es de una vez por año. Estas son áreas de máxima prioridad que requieren la mayor vigilancia y prevención, ya que el no control ocasionaría la intervención de las zonas vitales de la hidrología, fauna y bosque del parque nacional Henri Pittier.

## Ascenso
Por su gran proximidad a la Carretera La Victoria-Colonia Tovar, el acceso se puede hacer iniciando en un doblez que la carretera hace alrededor de El Capachal. A partir de este punto hasta la cumbre se accede por un sendero no muy definido. En vista de la densa selva, en los puntos más elevados del ascenso es necesario el uso de machetes para aclarar el camino. 